# Strange Hill High
Strange Hill High (2013-2014) – brytyjski serial animowany w reżyserii Geoffa Walkera i Chrisa Tichbourne'a. Wyprodukowany przez BBC i FremantleMedia Enterprises.
Premiera serialu miała miejsce 8 maja 2013 roku na brytyjskim kanale CBBC. W Polsce serial zadebiutował 2 marca 2014 roku na antenie Disney XD.
W lutym 2013 roku ogłoszono, że stacja CBBC otrzymała zamówienie na drugi sezon. Premiera drugiego sezonu odbyła się 29 kwietnia 2014 roku.

## Opis fabuły
Serial opisuje historię trzech przyjaciół – Mitchella, Becky i Templetona, którzy uczęszczają do szkoły Strange Hill High, znajdującej się gdzieś w Wielkiej Brytanii (odc.3). Codziennie trójka uczniów podejmują się zbadania różnorodnych i dziwnych tajemnic, które mają miejsce tylko i wyłącznie w Strange Hill.

## Obsada
- Emma Kennedy – Becky Butters
- Doc Brown –
  - Mitchell Tanner,
  - Bishop
- Richard Ayoade – Templeton
- Jonathan Keeble – pan Abercrombie
- John Thomson – Peter Dustpan
- Caroline Aherne –
  - Stephanie,
  - Croydonia
- Marc Silk –
  - Matthews,
  - Tyson
- Melissa Sinden – pani Grackle

## Wersja polska
Wersja polska: SDI MEDIA POLSKA

Reżyseria: Łukasz Lewandowski

Dialogi: 
- Jakub Kowalczyk (odc. 1-3, 6-7, 10-11),
- Renata Wojnarowska (odc. 4-5, 8-9, 12-13)

Teksty piosenek: Renata Wojnarowska

Kierownictwo muzyczne: Juliusz Kamil Kuźnik

Koordynacja produkcji: Ewa Krawczyk

Udział wzięli:
- Marta Dylewska – Becky Butters
- Mateusz Weber – Mitchell Tanner
- Franciszek Przybylski – Templeton
- Modest Ruciński – pan Abercrombie
- Janusz Wituch – 
  - pan Łysiak,
  - Kucharz (odc. 10),
  - gwary
- Paweł Koślik – 
  - Tyson,
  - gwary
- Piotr Piksa – 
  - Bishop,
  - Matthews
- Radosław Walenda – 
  - Lucas,
  - gwary
- Anna Sztejner – 
  - pani Grimshaw
  - Bibliotekarka (odc. 6),
  - różne głosy
- Anna Wodzyńska – 
  - pani Grackle,
  - Grackloza (odc. 4),
  - Samia,
  - gwary
- Wojciech Żołądkowicz – 
  - Murdoch,
  - sir Kiblomir (odc. 1),
  - Ropuch ochronny (odc. 4),
  - gwary
- Kamil Pruban – 
  - pan Kandinsky,
  - Nimrod,
  - narrator,
  - gwary
- Łukasz Lewandowski – 
  - Kucharz (odc. 5),
  - gwary
- Paulina Korthals – 
  - Stephanie,
  - gwary
- Aleksandra Radwan – 
  - Croydonia,
  - gwary
- Agata Góral – Uriah
- Krzysztof Szczepaniak – Szufelka Szufelski (odc. 3)
- Agnieszka Makowska – Zębowa Wróżka (odc. 5)
- Andrzej Blumenfeld – Wielka Szpulka (odc. 5)
- Tomasz Steciuk – Baxter Biggs (odc. 11)
- Natalia Czerwińska – gwary
- Sebastian Dudała – gwary
- Katarzyna Kołodziejczyk – gwary
- Paulina Komenda – gwary

Wykonanie piosenek: Juliusz Kamil Kuźnik, Katarzyna Owczarz-Pysiak, Andrzej Blumenfeld, Grzegorz Drojewski, Natalia Kaczorowska, Maciej Kosmala

## Spis odcinków
| Światowa premiera odcinka | Polska premiera odcinka | N/o | Polski tytuł                                     | Angielski tytuł                          |
| ------------------------- | ----------------------- | --- | ------------------------------------------------ | ---------------------------------------- |
|                           |                         |     |                                                  |                                          |
| SERIA PIERWSZA            |                         |     |                                                  |                                          |
|                           |                         |     |                                                  |                                          |
| 08.05.2013                | 02.03.2014              | 01  | Król Mitchell                                    | King Mitchell                            |
|                           |                         |     |                                                  |                                          |
| 15.05.2013                | 09.03.2014              | 02  | 99 fajnych sposobów wykorzystania wehikułu czasu | 99 Cool Things to do with a Time Machine |
|                           |                         |     |                                                  |                                          |
| 22.05.2013                | 16.03.2014              | 03  | Chłopiec zaginiony, chłopiec znaleziony          | The Lost and Found Boy                   |
|                           |                         |     |                                                  |                                          |
| 29.05.2013                | 23.03.2014              | 04  | Snoozical                                        | Snoozical                                |
|                           |                         |     |                                                  |                                          |
| 05.06.2013                | 30.03.2014              | 05  | Wielka Szpulka atakuje                           | Big Mouth Strikes Again                  |
|                           |                         |     |                                                  |                                          |
| 12.06.2013                | 06.04.2014              | 06  | Najnudniejsza książka na świecie                 | The Most Boring Book In The World        |
|                           |                         |     |                                                  |                                          |
| 19.06.2013                | 13.04.2014              | 07  | Czytajcie                                        | Read All About It                        |
|                           |                         |     |                                                  |                                          |
| 26.06.2013                | 20.04.2014              | 08  | Szkolenie BHP                                    | Health & Safety                          |
|                           |                         |     |                                                  |                                          |
| 03.07.2013                | 27.04.2014              | 09  | Duchowe wsparcie Strange Hill High               | The Ghost Writers of Strange Hill High   |
|                           |                         |     |                                                  |                                          |
| 10.07.2013                | 04.05.2014              | 10  | Szkolne zwierzątka                               | Teacher's Pets                           |
|                           |                         |     |                                                  |                                          |
| 17.07.2013                | 11.05.2014              | 11  | Becky co szczęście niesie                        | Lucky Becky                              |
|                           |                         |     |                                                  |                                          |
| 24.07.2013                | 18.05.2014              | 12  | Becky kontra Bocky                               | Becky vs Bocky                           |
|                           |                         |     |                                                  |                                          |
| 31.07.2013                | 25.05.2014              | 13  | Koniec Terminatora                               | End Of Terminator                        |
|                           |                         |     |                                                  |                                          |
| SERIA DRUGA               |                         |     |                                                  |                                          |
|                           |                         |     |                                                  |                                          |
| 29.04.2014                |                         | 14  | Klątwa Byłego Nauczyciela                        | The Curse of the Were teacher            |
|                           |                         |     |                                                  |                                          |
| 06.05.2014                |                         | 15  | Inwazja Templetona                               | Invasion of the Templetons               |
|                           |                         |     |                                                  |                                          |
| 13.05.2014                |                         | 16  | 101% Rozwiązania                                 | The 101% Solution                        |
|                           |                         |     |                                                  |                                          |
| 20.05.2014                |                         | 17  | Mała Szkoła Horrorów                             | Little School of Horrors                 |
|                           |                         |     |                                                  |                                          |
| 27.05.2014                |                         | 18  | Wielki Templeton Obserwuję Cię                   | Big Templeton is Watching You!           |
|                           |                         |     |                                                  |                                          |
| 03.06.2014                |                         | 19  | Miażdzący Zakłopotanie                           | Crushing Embarrassment                   |
|                           |                         |     |                                                  |                                          |
| 10.06.2014                |                         | 20  | Kim jest Mitchell?                               | Mitchell Who?                            |
|                           |                         |     |                                                  |                                          |
| 17.06.2014                |                         | 21  | Abercrombie                                      | Innercrombie                             |
|                           |                         |     |                                                  |                                          |
| 24.06.2014                |                         | 22  |                                                  | Ken Kong                                 |
|                           |                         |     |                                                  |                                          |
| 01.07.2014                |                         | 23  |                                                  | Mitchell Junior                          |
|                           |                         |     |                                                  |                                          |
| 08.07.2014                |                         | 24  |                                                  | The MCDXX Men                            |
|                           |                         |     |                                                  |                                          |
| 15.07.2014                |                         | 25  |                                                  | The Snide Piper                          |
|                           |                         |     |                                                  |                                          |
| 13.12.2014                |                         | 26  |                                                  | A Strange Hill Christmas                 |
|                           |                         |     |                                                  |                                          |